# Soleco Herk-de-Stad
Volleybalclub Schuvoc Halen is een voormalige Belgische volleybalclub.

## Historiek
De club ontstond in het seizoen 2002/2003, door de fusie tussen Schuvoc Herk-de Stad en Halen VC. Vanaf 1 januari 2012 veranderde de clubnaam in Soleco Herk-de-Stad. De club kwam lange tijd uit in de Volleybal Liga. In 2013 was er sprake van een fusie van de club met VC Zonhoven, de samenwerkingsplannen mislukten echter en de club legde de boeken neer.

## (Oud-)trainers
| Periode   | Trainer          |
| --------- | ---------------- |
| 2004-2007 | Johan Verstappen |
| 2007-2009 | Franky Reymen    |
| 2009-2013 | Johan Isacsson   |
| 2013-2013 | Guy Hoeyberghs   |